# Barnby Moor
Barnby Moor – wieś w Anglii, w hrabstwie Nottinghamshire, w dystrykcie Bassetlaw. Leży 46 km na północ od miasta Nottingham i 213 km na północ od Londynu. Miejscowość liczy 257 mieszkańców.